# HP NonStop SQL
A HP Nonstop SQL egy  Hewlett-Packard által fejlesztett és kínált szoftver. Nonstop SQL egy kereskedelmi adatbázis-kezelő rendszer, melyet kifejezetten a hibatűrés és méretezhetőség középpontba állításával terveztek. A termék legutolsó változata az SQL/MX 3.1, melyet 2011 novemberében adtak ki.
A szoftvert eredetileg a Tandem Computers fejlesztette ki. A Tandem-et 1997-ben a Compaq felvásárolta. Később 2001-ben a Compaq-ot a Hewlett-Packard vásárolta fel.
A szoftvert eredetileg online tranzakciókezelésre használták és olyan szervezetek számára alakították ki, amelyeknél szükséges volt a magas rendelkezésre állás és a méretezhetőség az adatbázisrendszereikhez. A termék tipikus felhasználói a tőzsdék és a banki ATM hálózatok voltak.

## Története
A NonStop SQL-t párhuzamos számítógépeken való hatékony futtatásra tervezték, ennek érdekében olyan funkciókkal látták el, mint az elosztott adatkezelés, elosztott végrehajtás és elosztott tranzakciókezelés.
Az első verzióját 1987-ben adták ki. A második verzió 1989-ben jelent meg, mely már képes volt párhuzamos lekérdezéseket futtatni. A termék hamarosan híressé vált arról, hogy egyike annak a néhány rendszernek, amely majdnem lineárisan skálázható a gépben lévő processzorok számával, pl. második processzort adva egy már létező NonStop SQL szerverhez a gép teljesítménye is kétszeresére nő.
A második verzióval a nevébe bekerült a /MP, mint a masszívan (erősen) párhuzamos rövidítése. A harmadik verzió a NonStop SQL/MX, egy próbálkozás volt a Tandem Computers részéről, mely azért jött létre, hogy jobban ANSI SQL kompatibilis legyen, mint elődei. A '90-es évek közepére Microsoft Windows NT operációs rendszerre is elkészült, hogy versenyre kelhessen más gyártókkal, pl. az Oracle-lel. A terméket azonban soha nem dobták piacra NT platformon, helyette a fejlesztés fókusza újra a NonStop platformra terelődött. A NonStop SQL/MX-et NonStop platformara 2002 óta szállítják. Ez a verzió elérhet olyan táblákat, amelyeket a NonStop SQL/MP hozott létre, de csak az SQL/MX verzió biztosítja az "Oracle-szerű" bővítményeket, és csak az eredetileg SQL/MX verzióval létrehozott táblák nyújtanak ANSI kompatibilitást.
A NonStop SQL felhasználásával készítették a HP Neoview üzleti intelligencia platformot eredeti formájában.
A Nonstop SQL/MX még ma megállja a helyét. A HP-nak egyébként ez az egyetlen OLTP adatbázis terméke.

## Külső hivatkozások
- A Nonstop termék hivatalos weboldala

## Fordítás
Ez a szócikk részben vagy egészben  a   NonStop SQL című angol Wikipédia-szócikk fordításán alapul.  Az eredeti cikk szerkesztőit annak laptörténete sorolja fel. Ez a jelzés csupán a megfogalmazás eredetét és a szerzői jogokat jelzi, nem szolgál a cikkben szereplő információk forrásmegjelöléseként.